# انروفلوکساسین
انروفلوکساسین(به انگلیسی: Enrofloxacin) (ENR) یک آنتی بیوتیک فلوروکینولونی است که توسط شرکت بایر آگ با نام تجاری Baytril عرضه می‌شود. انروفلوکساسین در حال حاضر توسط FDA برای معالجه حیوانات خانگی و حیوانات اهلی در ایالات متحده تأیید شده‌است.

## فعالیت
انروفلوکساسین یک ماده ضد باکتری سنتزی از دسته مشتقات کربوکسیلیک اسید فلوروکینولون است. این آنتی بیوتیک فعالیت ضد باکتریایی خوبی در برابر طیف گسترده‌ای از باکتری‌های گرم منفی و گرم مثبت دارد . شامل: 
- سودوموناس آئروژینوزا
- کلبسیلا
- اشرشیاکلی
- انتروباکتر
- کامپیلوباکتر
- شیگلا
- سالمونلا
- آئروموناس
- هموفیلوس
- پروتئوس
- یرسینیا
- Serratia
- ویبریو
- بروسلا
- کلامیدیا تراکوماتیس
- استافیلوکوکوس (از جمله سویه‌های تولید کننده پنی سیلیناز و مقاوم به متی سیلین)
- مایکوپلاسما
- مایکوباکتریوم

فعالیت متغیر در برابر: 
- استرپتوکوک

بی اثر در برابر: 
- بی هوازی‌ها

## عوارض جانبی/هشدارها
در سال ۲۰۰۵ ، انتروفلوکساسین برای استفاده در ماکیان ممنوع شد.